# Eric Forsyth
Charles Eric Forsyth (Manchester, 10 gennaio 1885 – Manchester, 24 febbraio 1951) è stato un pallanuotista britannico, vincitore di una medaglia d'oro alle olimpiadi di Londra 1908.